# Пешков, Изяслав Борисович
 Изяслав Борисович Пешков  (26 мая 1936, Раменское, Московская область, РСФСР, СССР — 3 февраля 2022, Москва) — специалист в области электроизоляционной и кабельной техники, доктор технических наук, профессор. Генеральный директор ВНИИКП (1970—2003), в последнее время — председатель совета директоров предприятия. Заслуженный деятель науки и техники РФ.

## Биография
Изяслав Борисович Пешков родился 26 мая 1936 года в г. Раменское Московской области.
В 1960 году окончил Московский энергетический институт, получив специальность «Электроизоляционная и кабельная техника». С 1959 года до настоящего времени работает во Всероссийском институте кабельной промышленности (ВНИИКП). С 1961 года работал начальником отдела, в 1965 году стал заместителем директора по научной работе, с 1970 по 2003 год — генеральный директор ВНИИКП. В 1964 году защитил кандидатскую, в 1978 году — докторскую диссертацию. В 1980 году И. Пешкову было присвоено учёное звание профессора.
Под руководством Пешкова И. Б. во ВНИИКП были разработаны нагревостойкие провода для серии электродвигателей 4, 4А, АИ; жаропрочные обмоточные провода, разработана методика оценки
надёжности и срока службы электрических кабелей, разрабатывались оптические кабели, кабели пожаробезопасные повышенной надёжности при работе в экстремальных условиях, кабели с пластмассовой изоляцией среднего и высокого напряжения и др.
Одновременно с работой в промышленности преподавал в Московском энергетическом институте. Под руководством профессора И. Б. Пешкова были подготовлены и защищены две докторские
и 15 кандидатских диссертаций по специальности «Электроизоляционная и кабельная техника».
В разное время был председателем специализированного диссертационного докторского совета ОАО «ВНИИКП», членом специализированного диссертационного совета Московского Энергетического Института, долгое время возглавлял Академию электротехнических наук Российской Федерации, являлся главным редактором журнала «Кабели и провода».
И. Б. Пешков имел 64 патента и авторских свидетельств на изобретения, являлся автором около 400 научных публикаций, включая 28 учебников, учебные пособий и монографий.
Скончался 3 февраля 2022 года. Похоронен 7 февраля на Николо-Архангельском кладбище.

## Награды и звания
- Заслуженный деятель науки и техники Российской Федерации.
- Орден Ленина.
- Два ордена Трудового Красного Знамени.
- Орден Почёта.
- Лауреат премии Правительства России в области науки и техники (1999, 2010).
- Орден Труда серебряной степени Венгерской Народной Республики.
- Лауреат премии Совета Министров СССР.
- Орден Дружбы
- Четыре медали.

## Труды
- Обмоточные провода. Учебное пособие для ВУЗов. М. Энергоатомиздат. 1983.
- Эмалированные провода. М. Энергия. 1968.
- Нагревостойкие обмоточные провода в СССР и за рубежом. М. 1968.